# Crossley Brothers

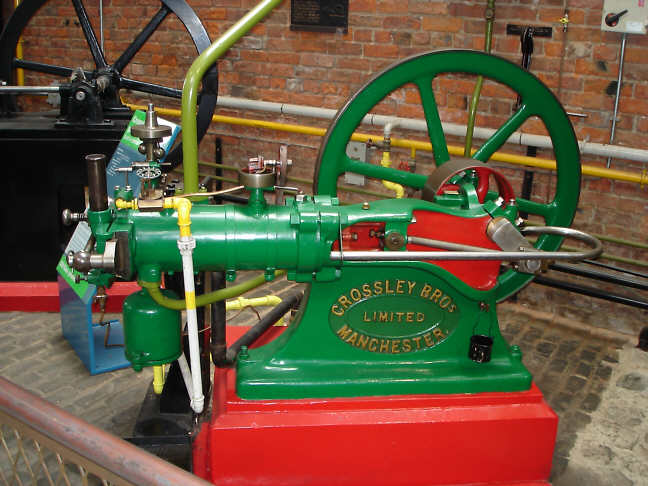
Crossley No. 1, Einzylinder-Gasmotor mit 4,5 PS Leistung, Baujahr 1886

Crossley Brothers aus Manchester war ein Pionier in der Herstellung von Verbrennungsmotoren. Seit 1988 ist das Unternehmen Teil der Rolls-Royce Power Engineering Group. Insgesamt stellte die Firma mehr als 100.000 Öl- und Gasmotoren her.

## Unternehmensgeschichte

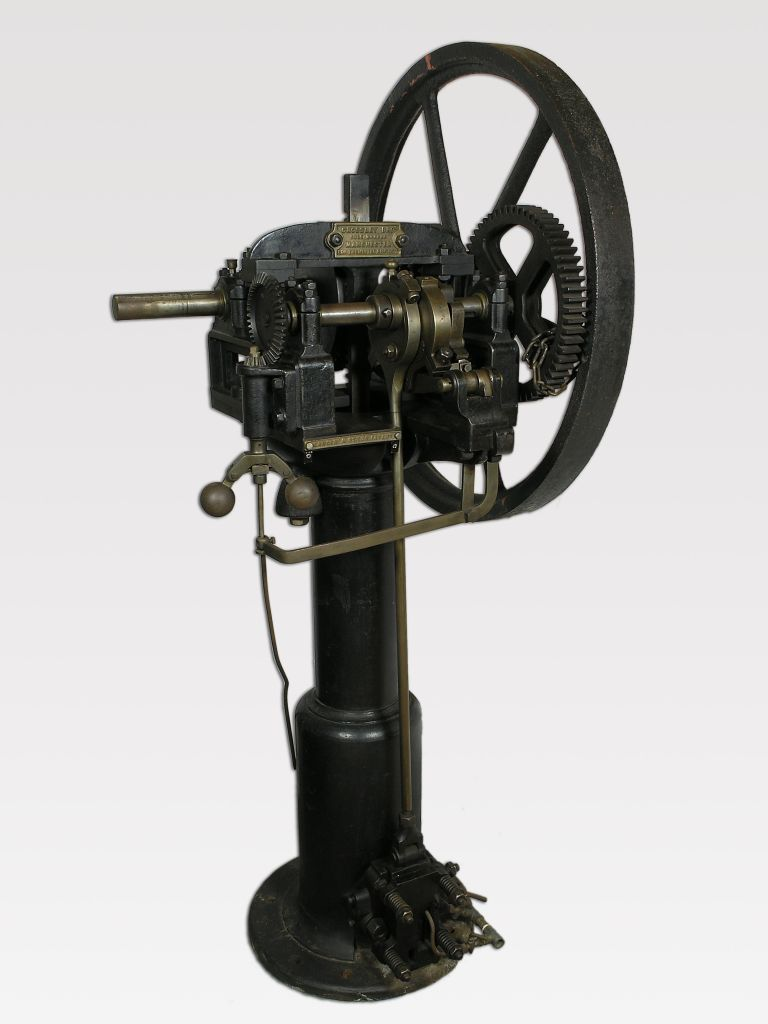
Atmosphärischen Gasmotor

Crossley Brothers wurde 1867 von den Brüdern Francis (1839–97) und William J. Crossley (1844–1911) gegründet. Francis erwarb mit Unterstützung seines Onkels das Gasmotorengeschäft von John M. Dunlop in der Great Marlborough Street in Manchester. Das Unternehmen stellte neben Gasmotoren auch Pumpen, Pressen und kleine Dampfmaschinen her. William trat kurze Zeit später in die Firma seines Bruders ein. Zunächst firmierte das Unternehmen unter dem Namen Crossley Brothers and Dunlop. Beide Brüder hatten eine technische Ausbildung erhalten, Frank bei Robert Stephenson and Company, William bei W.G. Armstrong. Während sich William auf die Geschäftstätigkeit konzentrierte, brachte Frank die technische Expertise in die Firma ein. Beide Brüder waren streng christlich erzogen und lehnten aus moralischen Gründen unter anderem den Verkauf ihrer Erzeugnisse an Brauereien ab. Das koptische Kreuz wurde als Sinnbild ihrer religiösen Einstellung in das Firmensymbol übernommen.
Im Jahr 1869 übernahmen die Brüder die weltweiten Patente (außer Deutschland) für die atmosphärischen Gasmotoren der Firma von Nikolaus August Otto und Eugen Langen in Köln. 1876 wurden die Patente für den von Otto entwickelten Viertaktmotor übernommen. Der Übergang zum Viertaktmotor wurde zügig vollzogen, die letzten atmosphärischen Gasmotoren wurden 1877 produziert. Das Geschäft wuchs schnell, und so wurde die Firma 1881 zu einer Gesellschaft mit beschränkter Haftung (Crossley Brothers Ltd.) umgewandelt. 1882 erfolgte der Umzug in eine größere Produktionsstätte in der Pottery Lane in Openshaw im östlichen Manchester. Weitere Verbesserung der Motoren, wie eine verbesserte Ventilsteuerung, eine neuartige Zündung mit Glühkerze und der Vergaser wurden zügig eingeführt. Dadurch konnten flüchtige flüssige Brennstoffe genutzt werden.
Mit Einführung des sogenannten Ölmotors, der 1891 erstmals vorgestellt wurde, war die Zukunft der Firma zunächst gesichert. Zusammen mit Kreiselpumpen kamen diese Motoren für Bewässerungsanlagen zum Einsatz.  Der erste Dieselmotor wurde vom Unternehmen 1898 entwickelt. Um die Jahrhundertwende wurde die Produktion von Benzinmotoren aufgenommen, die schnell in Kraftfahrzeugen, wie den Bussen von Leyland ab 1905, Verwendung fanden. Zur Steigerung der Produktion wurde eine Montagelinie eingeführt, die auch die Entwicklungen von Henry Ford beeinflusste, der das Unternehmen zur Jahrhundertwende besuchte.

### Crossley Motors

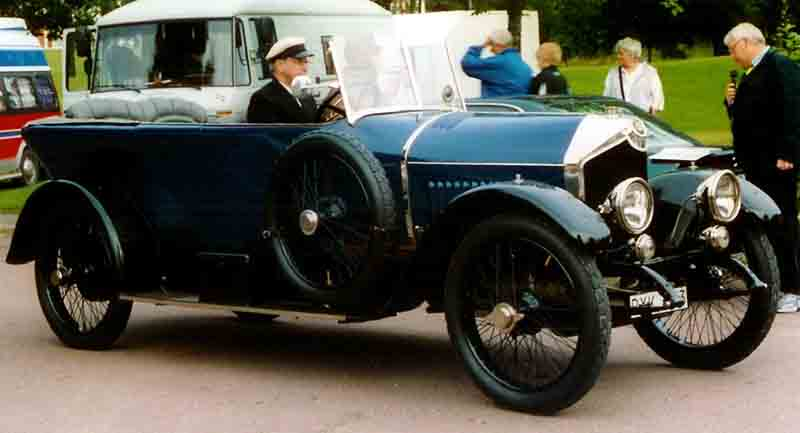
Crossley 25/30 hp, Baujahr 1920

Im Jahr 1904 wurde die Produktion von Kraftfahrzeugen aufgenommen. Am 11. April 1906 wurde Crossley Motors erstmals als eigenständige Firma registriert. Nach der erneuten Registrierung 1910 wurde die Fahrzeugproduktion ab 1911 in die neue Firma ausgelagert. 1948 wurde Crossley Motors an die Associated Equipment Company verkauft, die Fahrzeugproduktion endete zehn Jahre später 1958. Insgesamt wurden mehr als 45.000 Fahrzeuge produziert.

### Crossley Premier
Im Jahr 1919 wurde Premier Gas Engines aus Sandiacre, Nottingham, erworben. Die Firma produzierte Großmotoren. Ab 1935 firmierte das Unternehmen als Crossley Premier Engines Ltd. Die Produktionsstätten in Nottingham wurden erweitert. 1966 endete die Produktion in Nottingham, nachdem in den 1960er Jahren die Verkaufszahlen absanken und das Unternehmen nur noch unwirtschaftlich arbeitete. Die Konstruktion der Motoren war damals bereits über 40 Jahre alt. Daher sollte die Produktion von Konstruktionen der französischen Firma Pielstick ab 1962 aufgenommen werden. Die Motoren sollten in Schiffen, Diesellokomotiven und Anlagen zur Stromerzeugung eingesetzt werden. Die Produktion wurde aufgenommen, aber bevor sich die neuen Motoren auf dem Markt etablieren konnten, gingen die finanziellen Mittel aus und das Unternehmen musste liquidiert werden. Mit Bellis and Morcom Ltd konnte zwar ein Käufer gewonnen werden, der Name Crossley Premier blieb jedoch erhalten.
In den 1960er Jahren schrumpfte der Marktanteil beim Motorenverkauf. Die neue Firma wurde mit der Amalgamated Power Engineering (APE) group zusammengeschlossen und firmierte als APE-Crossley Ltd. Das koptische Kreuz wurde als Logo der Firma anfänglich genutzt. Die Rechte für die Nutzung dieses Symbols lagen jedoch bei  Crossley Motors und mussten von British Leyland gekauft werden. APE ging schließlich in den Northern Engineering Industries auf und wurde in NEI-Allen Limited – Crossley Engines umbenannt.

### Rolls-Royce Power Engineering
NEI wurde 1988 von der Rolls-Royce Power Engineering Group übernommen, das traditionsreiche Unternehmen wurde als Allen Power Engineering - Crossley Engines division Bestandteil der Rolls-Royce Industrial Power Group. Die auf der Pielstick-Konstruktion basierenden Motoren wurden noch bis 1995 hergestellt. Die Fertigungsstätten in der Pottery Lane wurden am 27. Februar 2009 geschlossen und die Produktion zum Rolls-Royce-Werk in Dunfermline verlagert. Der Abriss der Fabrikanlagen begann im Dezember 2009.

## Motoren

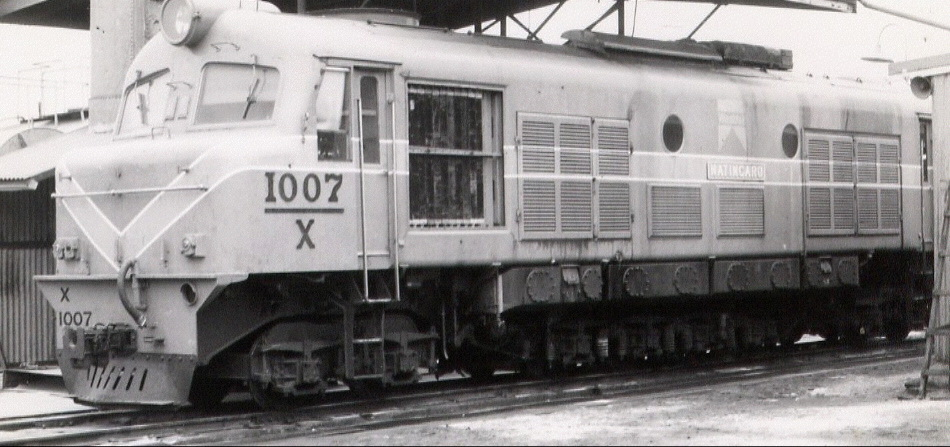
X class der Western Australian Government Railways

Crossley Brothers baute Motoren für Schienen- und Seefahrzeuge. Die Motoren besaßen einen guten Ruf im Hinblick auf Langlebigkeit und Zuverlässigkeit. Der Versuch des Unternehmens, sich Anteile am schnellwachsenden Schienenfahrzeugmarkt zu sichern, trug jedoch zum Niedergang des Unternehmens bei. Crossley adaptierte die während des Zweiten Weltkrieges gebauten Schiffsmotore für den Einsatz in Lokomotiven:
- HSTVee-8, British Rail Class 28, CIE 001 Class und Western Australian Government Railways X class
- ESTVee-8, CIE 201 Class
- ESNT6, British Rail Class D3/3

Dabei handelt es sich um aufgeladene Zweitakt-Dieselmotoren. Bei der von Crossley benutzten Aufladung wurde unverbrannte Luft aus dem Abgaskrümmer in den Ansaugtrakt des benachbarten Zylinders eingeblasen. Die Motoren, besonders der HSTVee-8, hatten in der Praxis eine sehr geringe Lebensdauer. Die Motoren fielen bereits wenige Monate nach Indienststellung der Fahrzeuge aus, was zu zahlreichen Änderungen an der Konstruktion führte. Der HSTVee-8 der WAGR X class musste mehr als 600 mal geändert werden. Nachdem die CIE 201 Class mehrere Jahre abgestellt wurde, kam sie erst mit neuen Motoren von EMD wieder in den Dienst.